# Philip Warren Anderson
Pour les articles homonymes, voir Anderson et Philip W. Anderson.
Philip Warren Anderson, né le 13 décembre 1923 à Indianapolis et mort le 29 mars 2020, est un physicien américain. Il est avec Nevill Mott et John Hasbrouck van Vleck colauréat du prix Nobel de physique de 1977 « pour leurs recherches théoriques fondamentales sur la structure électronique des systèmes magnétiques et désordonnés ».

## Vie privée
Philip Warren Anderson est athée.

### Œuvres
1. «Concepts in Solids: Lectures on the theory of solids» coll. Frontiers in Physics n° 10 (Addison-Wesley, Reading MA, 1963)
2. «Basic notions of condensed matter physics» coll. Frontiers in Physics n° 55 (Addison-Wesley, Reading MA, 1984)
3. «A career in Theoretical Physics» (World Scientific, Singapore, 2005)